# Veljko Simić
Veljko Simić (Lazarevac, 17 de febrero de 1995) es un futbolista serbio que juega en la demarcación de centrocampista para el Sivasspor de la Superliga de Turquía.

## Selección nacional
Hizo su debut con la selección de fútbol de Serbia en un partido amistoso contra Estados Unidos que finalizó con un resultado de 1-2 a favor del combinado serbio tras los goles de Luka Ilić y otro del propio Simić para Serbia, y de Brandon Vazquez para el conjunto estadounidense.

### Goles internacionales
| # | Fecha               | Estadio                                                 | Oponente       | Gol | Resultado | Competición |
| - | ------------------- | ------------------------------------------------------- | -------------- | --- | --------- | ----------- |
| 1 | 25 de enero de 2023 | Banc of California Stadium, Los Ángeles, Estados Unidos | Estados Unidos | 1-2 | 1–2       | Amistoso    |

## Clubes
| Club                        | País      | Año       | Partidos | Goles |
| --------------------------- | --------- | --------- | -------- | ----- |
| F. C. Basilea               | Suiza     | 2013-2014 | 0        | 0     |
| N. K. Domžale (cedido)      | Eslovenia | 2014-2015 | 20       | 0     |
| F. C. Schaffhausen (cedido) | Suiza     | 2016      | 10       | 0     |
| F. C. Chiasso (cedido)      | Suiza     | 2016-2017 | 34       | 4     |
| F. C. Winterthur            | Suiza     | 2017      | 3        | 0     |
| F. K. Zemun                 | Serbia    | 2018      | 16       | 5     |
| Estrella Roja de Belgrado   | Serbia    | 2018-2021 | 62       | 15    |
| F. K. Vojvodina             | Serbia    | 2021-2023 | 99       | 23    |
| A. C. Omonia Nicosia        | Chipre    | 2023-2025 | 66       | 6     |
| Sivasspor                   | Turquía   | 2025-     | 16       | 1     |

## Palmarés

### Títulos nacionales
| Título              | Club                      | País   | Año  |
| ------------------- | ------------------------- | ------ | ---- |
| Superliga de Serbia | Estrella Roja de Belgrado | Serbia | 2019 |
| Superliga de Serbia | Estrella Roja de Belgrado | Serbia | 2020 |